# Sturbridge
Sturbridge és una població dels Estats Units a l'estat de Massachusetts. Segons el cens del 2000 tenia 7.837 habitants.

## Demografia
Segons el cens del 2000, Sturbridge tenia 7.837 habitants, 3.066 habitatges, i 2.213 famílies. La densitat de població era de 80,9 habitants/km².
Dels 3.066 habitatges en un 34,2% hi vivien nens de menys de 18 anys, en un 60,7% hi vivien parelles casades, en un 8,7% dones solteres, i en un 27,8% no eren unitats familiars. En el 23,4% dels habitatges hi vivien persones soles el 9,8% de les quals corresponia a persones de 65 anys o més que vivien soles. El nombre mitjà de persones vivint en cada habitatge era de 2,55 i el nombre mitjà de persones que vivien en cada família era de 3,03.
Per edats la població es repartia de la següent manera: un 25,5% tenia menys de 18 anys, un 5,3% entre 18 i 24, un 29,5% entre 25 i 44, un 26,4% de 45 a 60 i un 13,4% 65 anys o més.
L'edat mediana era de 39 anys. Per cada 100 dones de 18 o més anys hi havia 93,7 homes.
La renda mediana per habitatge era de 56.519 $ i la renda mediana per família de 64.455$. Els homes tenien una renda mediana de 50.168 $ mentre que les dones 31.940$. La renda per capita de la població era de 25.559$. Entorn del 4,5% de les famílies i el 6,1% de la població estaven per davall del llindar de pobresa.